# 舒万代隧道
舒万代隧道（法語：Tunnel de Choindez）是瑞士汝拉州的一座高速公路隧道，承载瑞士A16高速公路穿过汝拉州与伯尔尼州边界附近的穆捷山口，全长3288米，2016年建成通车。